# Львиный фонтан
Львиный фонтан (болг. Лъвова чешма), ранее известный как Царский фонтан (болг. Царската чешма), — фонтан, расположенный в центре болгарского города Казанлык и являющийся одним из его символов. Возведён в 1903 году в честь  князя Фердинанда I итальянским скульптором Арнольдо Дзокки, творившего в конце XIX – начале XX веков.

## История
В 1893 году жителем Казанлыка Иваном Патевым был сооружён первый водовод с горы Бузлуджа в город. Позднее именитый горожанин направил Фердинанду I письмо с просьбой установить фонтан и назвать его в честь князя и его жены Марии Луизы. Польщённый таким вниманием Фердинанд I выделил средства на строительство и направил для работы скульптора Арнольдо Дзокки. В 1903 году в присутствии монарха фонтан был торжественно открыт.
Сам фонтан получил название Княжеского, или Царского, однако сами жители Казанлыка зачастую называли его Львиным в связи с тем, что вода вытекает из трёх бронзовых кранов, выполненных в форме львиных голов.
В 1944 году после Девятосентябрьского переворота царские символы — образующие углы сооружения резные колонны с капителями, на которых были изображены инициалы царя «Ф» и «I», а также плита с надписью о том, что фонтан является его подарком городу, — были демонтированы.
В 1989 году фонтан был отремонтирован и приведён к первоначальному виду. Работы по реконструкции сооружения проводились также с 2012 по 2014 годы.